# Mountain River (Mackenzie River)
Der Mountain River (englisch für „Gebirgsfluss“) ist ein linker Nebenfluss des Mackenzie River in den kanadischen Nordwest-Territorien.
Der Mountain River entspringt westlich des Backbone Peak in den Mackenzie Mountains. Er durchfließt die Backbone und Canyon Ranges in östlicher Richtung. Dabei passiert der Fluss fünf Schluchten, bevor er die Niederung des Mackenzie River erreicht und schließlich 50 km südlich von Fort Good Hope in diesen mündet. Der Fluss hat eine Länge von 370 km. Das Einzugsgebiet umfasst 13.500 km².
Der Mountain River ist ein beliebtes Wildwassergewässer für Kanuten. Der Fluss ist mit einer zweiwöchigen Kanutour befahrbar. Der Schwierigkeitsgrad der Stromschnellen liegt bei II–III.